# Thomasomys rhoadsi
Thomasomys rhoadsi és una espècie de mamífer rosegador de la família dels cricètids. És endèmic dels Andes del nord de l'Equador. Es tracta d'un animal nocturn. El seu hàbitat natural són els boscos montans, prop dels páramos. Algunes poblacions estan amenaçades per la desforestació, la fragmentació del seu medi i l'expansió de l'agricultura.
L'espècie fou anomenada en honor del naturalista estatunidenc Samuel Nicholson Rhoads.